# Kōsuke Nishi
Kōsuke Nishi (japanisch 西 晃佑 Nishi Kōsuke; * 8. April 1998 in der Präfektur Toyama) ist ein japanischer Fußballspieler auf der Position eines Stürmers.

## Karriere
Nishi erlernte das Fußballspielen in der Jugendmannschaft von Kataller Toyama. Seinen ersten Vertrag unterschrieb er 2017 bei Kataller Toyama. Der Verein spielte in der dritthöchsten Liga des Landes, der J3 League. Im Juli 2018 wurde er an den Toyama Shinjo Club ausgeliehen. Im September 2018 kehrte er zu Kataller Toyama zurück. Am 21. Mai 2019 ging er zum TSV Meerbusch und blieb dort bis zum 1. Juli 2020 und wechselte zum DJK Teutonia St. Tönis. Am 1. November 2020 wechselte er wieder zum Toyama Shinjo Club.